# Urbano Fieschi
Urbano Fieschi (Genova, XV secolo – 1485) è stato un vescovo cattolico italiano appartenuto alla famiglia Fieschi.
Era fratello del cardinale Niccolò Fieschi.

## Biografia
Fu protonotario apostolico presso la corte pontificia in Roma e referendario del papa.
Nel 1472 papa Sisto IV lo nominò vescovo di Fréjus, destando così le ire di Renato d'Angiò, allora re di Aragona, che per quattro anni tentò, senza successo, di opporsi a tale scelta.
Urbano, come allora spesso usava, non risiedette a Fréjus (vi si fermò un mese nel 1477) ma rimase a Roma governando la diocesi tramite suoi vicari generali.